# Apamea meissonieri
Apamea meissonieri är en fjärilsart som beskrevs av Achille Guenée 1852. Apamea meissonieri ingår i släktet Apamea och familjen nattflyn. Inga underarter finns listade i Catalogue of Life.